# Lilleshall Hall
Lilleshall / / lɪl . ʃ ɔː l / est une grande maison de campagne entourée d'un domaine à Lilleshall, Shropshire, Angleterre.
Il est géré par Serco Leisure Operating Ltd pour le compte de Sport England et est l'un des trois centres sportifs nationaux, aux côtés de Bisham Abbey et Plas y Brenin. Il se situe entre Telford et Newport.

## Histoire

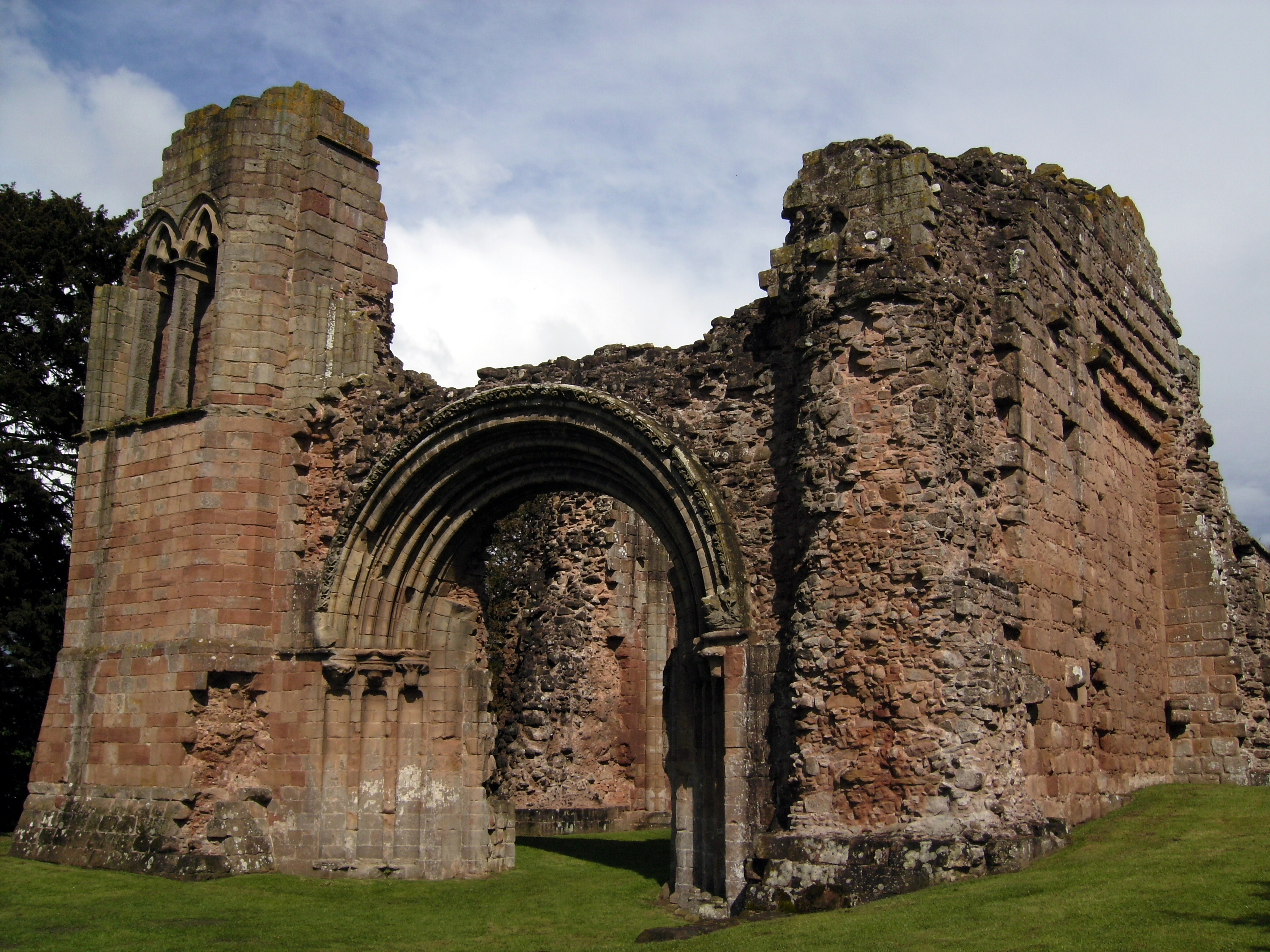
Ruines de l'abbaye : l'extrémité ouest de l'église abbatiale.

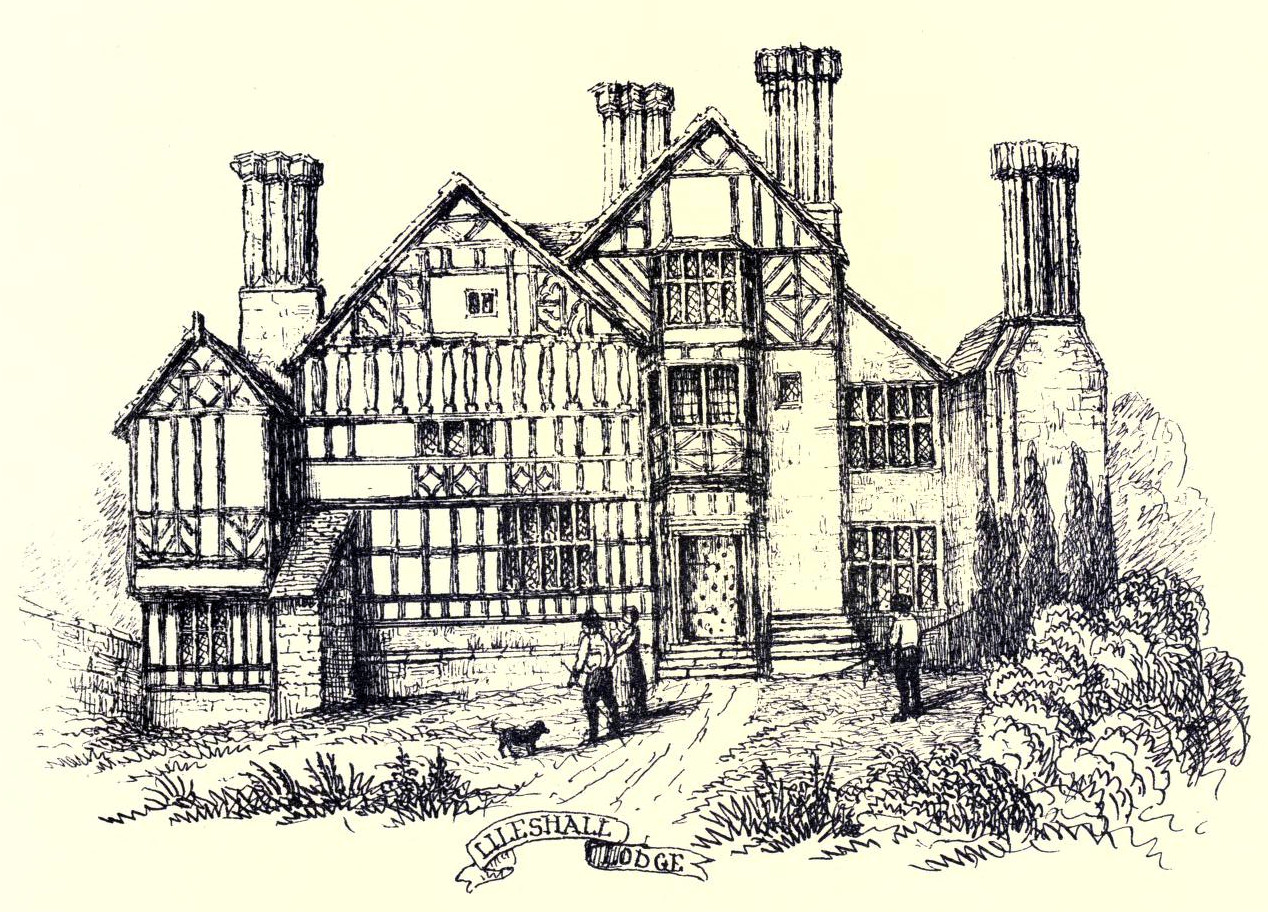
Lodge à l'abbaye de Lilleshall, demeure de la famille Leveson après la dissolution des monastères.

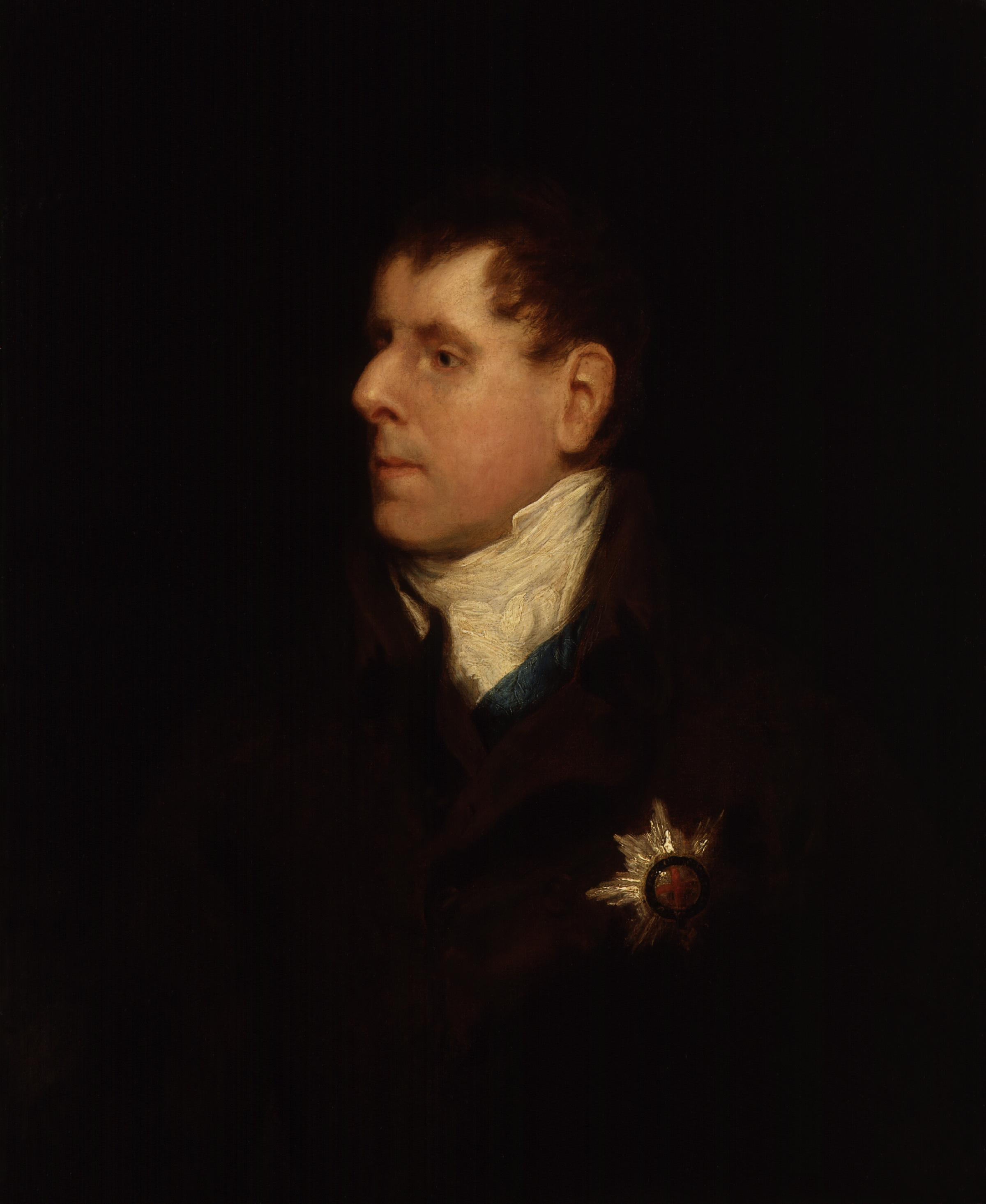
Le 1er duc de Sutherland, sous lequel la maison actuelle a été construite.

Le noyau du domaine de Lilleshall, qui s'étend sur 30 000 acres (121,4 km2), est à l'origine le domaine de l'abbaye de Lilleshall, fondation augustinienne du XIIe siècle. Les ruines de l'abbaye originale de Lilleshall sont aujourd'hui protégées par English Heritage. Le domaine est accordé après la dissolution des monastères à James Leveson, un marchand de laine de Wolverhampton, en 1539. Sa famille, dont Walter Leveson et le vice-amiral Richard Leveson, le dernier de sa lignée directe, vivent dans un pavillon sur le terrain, bien qu'ils ne résident qu'occasionnellement à Lilleshall, car ils possèdent de nombreuses autres maisons. Les domaines passent à Richard Leveson, un cousin éloigné qui est un royaliste éminent pendant la guerre civile anglaise et qui fortifie l'abbaye, provoquant à un bombardement sévère. Comme lui aussi ne parvient pas à avoir d'héritiers, Lilleshall passe alors à William Leveson-Gower, 4e baronnet, fondateur d'une illustre dynastie politique, qui épouse Jane Granville, fille du comte de Bath.
Le premier de la famille à être anobli, en 1703, est John Leveson-Gower, 1er baron Gower. Son fils et son petit-fils, John Leveson-Gower, 1er comte Gower, et Granville Leveson-Gower, 1er marquis de Stafford, gravissent les échelons de la pairie anglaise et c'est probablement ce dernier qui convertit une maison du XVIIe siècle, dans le village de Lilleshall lui-même, en résidence de campagne à la fin des années 1750. Le lodge persiste, dans un état de détérioration, jusqu'en 1818, date à laquelle il est démoli.
George Granville Leveson-Gower, après son mariage en 1785, considère même la maison du milieu du XVIIIe siècle comme trop petite, mais ce n'est que dans les années 1820 que son épouse, elle-même comtesse de Sutherland, charge l'architecte Jeffry Wyatville et les constructeurs locaux de commencer travaux sur la maison actuelle. Elle est construite au-delà de l'extrémité est du domaine d'origine, dans la paroisse de Sheriffhales, bien que toujours appelé Lilleshall Hall. Elle est achevée en 1829, trois ans avant la mort du nouveau duc de Sutherland. La maison est classée en 1984 comme bâtiment classé Grade II*. L'ancien Lilleshall Hall, dans le village, est d'abord conservé par la famille, probablement comme douaire, avant d'être vendu en 1930.
L'accès au domaine depuis la rue principale de Wolverhampton jusqu'à Chester Road se fait par les "Golden Gates", une réplique exacte de celles qui ornent le palais de Buckingham. Les jardins comprennent de nombreux ponts, le canal d'origine, un jardin ornemental, un temple grec, des étangs et l'Apple Walk (environ la moitié de sa longueur de pergola d'origine). L'obélisque est construite en 1833 à la mémoire du 1er duc de Sutherland et conçu par G.E. Hamilton.
En 1914, un an après que le 5e duc ait accédé au siège à l'âge de 25 ans, il décide, au moment du déclenchement de la Première Guerre mondiale, qu'il n'est pas sage de consacrer une si grande partie de ses richesses à des terres et à des propriétés. Il vend tout le domaine à l'exception du manoir et 50 acres (202 342,821 m2) de jardins. 100 acres (0,404685642 km2) sont achetés par le Wrekin College. Il décide alors de vivre plus près de Londres et vend le reste du domaine en 1917 à John Leigh.
Herbert Ford (1893-1963) est un homme fortuné de la région, enrichi par son mariage avec Marjorie Perrins, fille de Walter Perrins de Birmingham. En 1927, il achète le domaine. De 1930 à 1939, le manoir disposait de jardins d'agrément ouverts au public, comprenant un parc d'attractions, un chemin de fer à voie étroite, des thés dansants et des aires de jeux pour enfants. Il ajoute neuf trous supplémentaires au parcours de golf de neuf trous existant, conçu par le célèbre architecte du parcours de golf, Harry Shapland Colt, qui devient plus tard le Lilleshall Hall Golf Club.
Au début de la Seconde Guerre mondiale, les jardins d'agrément sont fermés, un bunker anti-aérien est construit et des salles de classe en bois sont érigées pour le Cheltenham Ladies' College et plus tard l'association caritative Barnardo's, qui utilise les installations comme orphelinat. Les terres et les jardins sont cultivés de manière intensive tout au long de cette période.
De nombreux domaines sont en ruine après la Seconde Guerre mondiale et Lilleshall ne fait pas exception. Les remettre en état dans leur état d'avant la Seconde Guerre mondiale coûtait cher et la révolution sociale qui s'est produite les rend plus coûteux à exploiter. M. Ford continue à lutter, mais en 1949, le Conseil central des loisirs physiques cherche un deuxième centre national de loisirs pour desservir le nord de l'Angleterre afin de compléter l'abbaye de Bisham dans le sud.
En 1949, une vente est convenue pour 30 000 £ pour le manoir et 10 acres (40 468,5642 m2), rendu possible grâce à un don financier du peuple sud-africain au gouvernement de Clement Attlee. M. Ford donne ensuite 10 acres (40 468,5642 m2) à condition que lui et sa famille puissent rester dans leur résidence pendant encore au moins dix ans ou jusqu'à son décès.
Le centre sportif est ouvert en 1951 par Élisabeth II (alors princesse Élisabeth). Jim Lane, membre du Marylebone Cricket Club, en est le premier gardien. Il lance un certain nombre de cours de cricket et la première conférence des entraîneurs de cricket s'y tient en décembre 1951. Des écoles d'été annuelles ont  lieu de juillet à septembre pour les instances dirigeantes de nombreux sports majeurs, notamment le cricket, le tir à l'arc, l'athlétisme, l'escrime, le judo, l'haltérophilie, le basket-ball, le football, le netball et le tennis.
En 1974, le centre est cédé au Conseil des Sports par le Conseil Central des Loisirs Physiques.